# Fraortes (marzobã)
Fraortes (em grego medieval: Φραόρτης; romaniz.: Phraórtes; em armênio/arménio: Hrartin) foi marzobã (governador) da Armênia, tendo governado entre 590 a 591, e após um intervalo de 591 a 592.

## Vida
Sebeos conta em sua História de Heráclio que depois de Afraates "veio o marechal Fraortes. Desde então, os persas não podiam mais resistir aos exércitos dos gregos. Em seu dia, Hormisda foi morto e seu filho Cosroes subiu ao trono. Ele ficou dois anos e voltou." Este período, no entanto, foi interrompido pela revolta de Musel II Mamicônio em 591, que oficialmente se tornou marzobã por alguns meses antes de fugir para o território bizantino.